# Вайнерт (Техас)
Вайнерт (англ. Weinert) — місто (англ. city) в США, в окрузі Гаскелл штату Техас. Населення — 172 особи (2010).

## Географія
Вайнерт розташований за координатами 33°19′24″ пн. ш. 99°40′25″ зх. д. / 33.32333° пн. ш. 99.67361° зх. д. (33.323400, -99.673674).  За даними Бюро перепису населення США в 2010 році місто мало площу 1,25 км², уся площа — суходіл.

## Демографія
Згідно з переписом 2010 року, у місті мешкали 172 особи в 75 домогосподарствах у складі 50 родин. Густота населення становила 137 осіб/км².  Було 92 помешкання (73/км²).
Расовий склад населення:
| - 91,9 % — білих - 6,4 % — осіб інших рас |

До двох чи більше рас належало 1,7 %. Частка іспаномовних становила 25,6 % від усіх жителів.
За віковим діапазоном населення розподілялося таким чином: 20,9 % — особи молодші 18 років, 54,1 % — особи у віці 18—64 років, 25,0 % — особи у віці 65 років та старші. Медіана віку мешканця становила 48,4 року. На 100 осіб жіночої статі у місті припадало 123,4 чоловіків;  на 100 жінок у віці від 18 років та старших — 123,0 чоловіків також старших 18 років.
Середній дохід на одне домашнє господарство  становив 54 031 долар США (медіана — 44 750), а середній дохід на одну сім'ю — 64 334 долари (медіана — 46 875). За межею бідності перебувало 27,8 % осіб, у тому числі 65,0 % дітей у віці до 18 років та 27,7 % осіб у віці 65 років та старших.
Цивільне працевлаштоване населення становило 101 особа. Основні галузі зайнятості: сільське господарство, лісництво, риболовля — 34,7 %, будівництво — 14,9 %, освіта, охорона здоров'я та соціальна допомога — 13,9 %.